# SAGA久光スプリングス

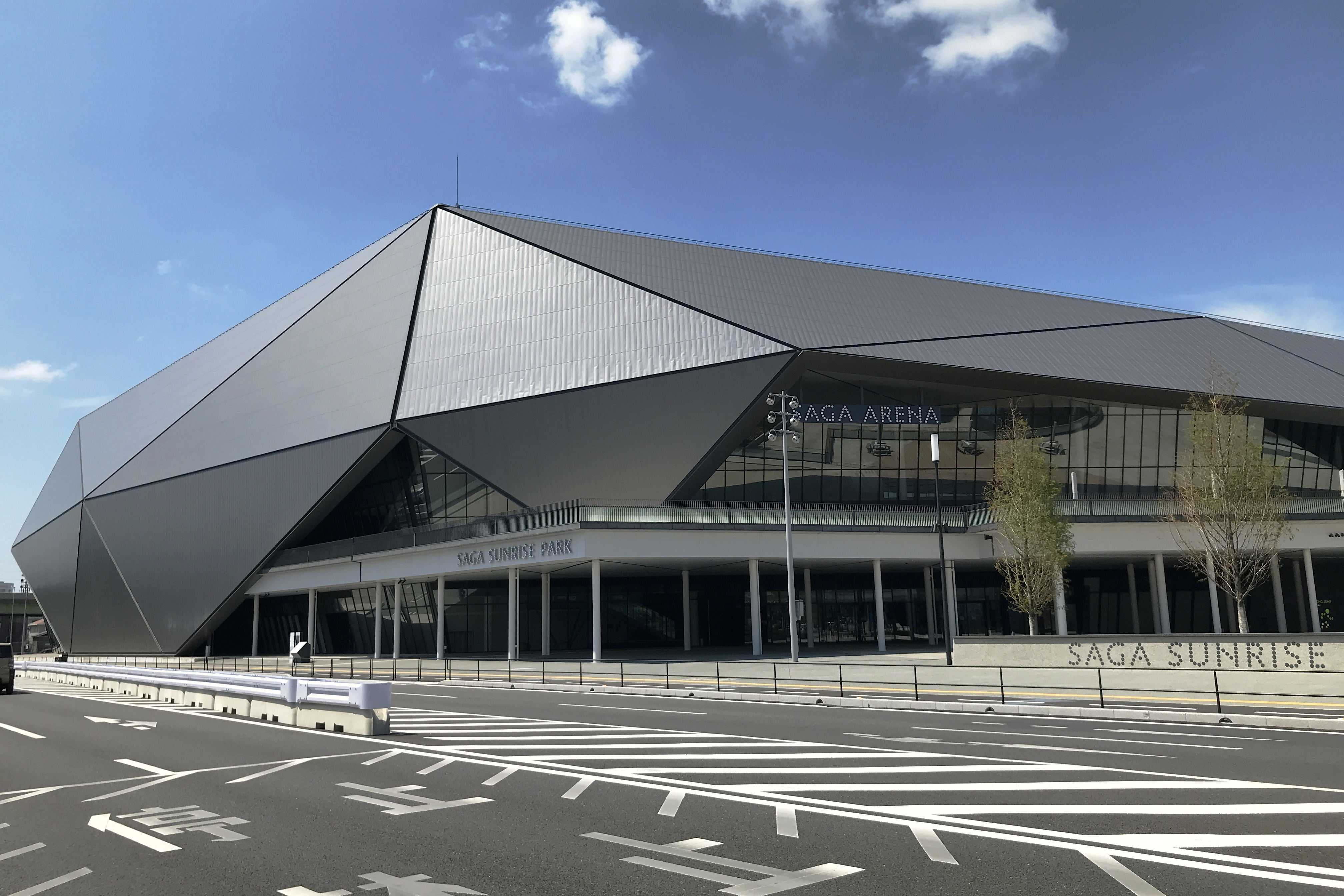
SAGAアリーナ

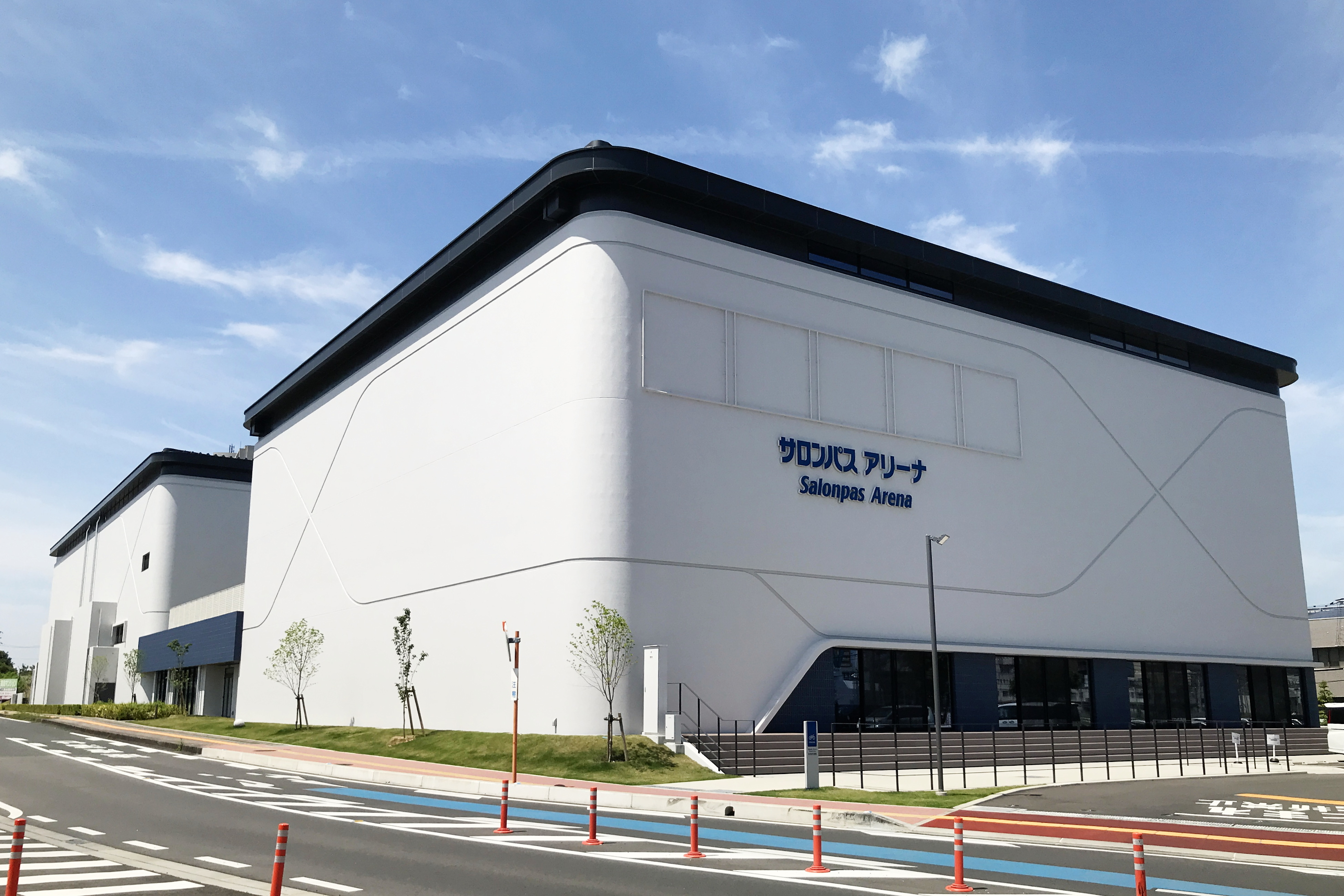
サロンパスアリーナ

SAGA久光スプリングス（さがひさみつスプリングス）は、佐賀県鳥栖市を本拠地とする女子バレーボールチームである。2025-26シーズンはSVリーグ WOMENに所属。

## 概要
久光製薬の子会社である「SAGA久光スプリングス株式会社」がチーム運営。
チーム変遷の経緯から、久光製薬の本社のある佐賀県鳥栖市と、前身クラブの一つである「オレンジアタッカーズ」の本拠地であった兵庫県神戸市をともに本拠地とするダブルホームタウン制を敷いており、2022年度までは鳥栖は「チーム所在地」、神戸は「練習場所在地」として、国民体育大会には佐賀県バレーボール協会登録チームとして「佐賀県代表」で出場していた（後述）。具体的な活動形態としては、神戸市西区伊川谷町の住宅地の中にある専用練習場（元・オレンジアタッカーズ練習場）を主たる練習場とするとともに、佐賀県内の各体育館を練習場として使用していた。
レギュラーシーズンのホームゲームは、2022年以前はSAGAサンライズパーク体育館（佐賀県佐賀市）での開催を基本に、神戸総合運動公園体育館（グリーンアリーナ神戸・兵庫県神戸市須磨区）などで開催していた。2023年5月に新たな練習拠点「サロンパスアリーナ」が鳥栖市内に開業し、選手も鳥栖市内に居住し、本拠地も佐賀県鳥栖市に一本化した。2023年からは同年に開業したSAGAアリーナ（佐賀県佐賀市）にてホームゲームとして試合を開催しており、初の公式戦となった2023-24シーズン開幕戦（10月21日）には、V1リーグ女子史上最多となる7372人の観客動員を記録した。SVリーグに移行した2024-25シーズンはSAGAアリーナ・グリーンアリーナ神戸の他、久留米アリーナ（福岡県久留米市）、照葉積水ハウスアリーナ（福岡県福岡市）、HAPPINESS ARENA（長崎県長崎市）をホームで使用する。

## 歴史
久光製薬のバレー部が佐賀県鳥栖市に結成されたのは1948年で、プレミアリーグ（Vリーグ）の前身となる、旧日本バレーボールリーグにも出場した実績を誇っている。1970年以前の全日本都市対抗バレーボール優勝大会にはサロンパスとして出場した。
1976年、地元開催の第31回国民体育大会バレーボール競技（9人制）において優勝を飾り、同年の皇后杯でも準優勝を果たしている。
2000年に神戸市に本拠地を置いていた、ダイエーバレーボールチーム（1982年創部～1998年休部）を母体とした、クラブチームの「オレンジアタッカーズ」の経営を担当し、2000年度から「久光製薬スプリングアタッカーズ」として参加。鳥栖市のチームも、「久光製薬鳥栖スプリングス」として運営していたが、2001年度にチームを統合し、神戸と鳥栖の「ダブルホームタウン」による現在のチームが確立した。
チーム統合初年度に、第8回Vリーグで初優勝。着実にリーグの強豪としての地位を確立するようになった。2002年度から、チーム名を「久光製薬スプリングス」に戻した。
2002年、AVCアジアクラブ選手権優勝。2005年、眞鍋政義が監督に就任し、第12回Vリーグ準優勝。2006年4月、2006日韓V.LEAGUE TOP MATCH大会優勝。2006年5月、第55回黒鷲旗全日本バレーボール選手権大会初優勝。翌2006-2007年プレミアリーグにおいて、5シーズンぶりの優勝に輝き、2007年4月、2007日韓V.LEAGUE TOP MATCH大会で2連覇を果たす。2007年5月、第56回黒鷲旗2連覇で、シーズン3冠を達成した。2009年、眞鍋監督が全日本女子監督就任に伴い退任した。
2004年アテネオリンピックに大村加奈子、成田郁久美が出場した。2008年北京オリンピックに大村加奈子、狩野美雪、佐野優子が出場した。
2010年の第65回国民体育大会については、日本体育協会から「練習拠点を神戸市に置いていることから佐賀県代表としての参加資格が無い」との通知を受け、佐賀県代表としての出場が不可となった。2011年には再び「佐賀県代表」として出場している。
2011年、21歳コンビの新鍋理沙と岩坂名奈が全日本に選出され、2人ともワールドカップで活躍し、チーム最年少コンビ「リサ・ナナ」として注目された（新鍋は2012年ロンドンオリンピックにも出場し銅メダル獲得に貢献）。以降、この2人も久光製薬の躍進において大きな鍵になる。
2012年、中田久美が監督に就任し、2012/13シーズンの国内メジャー3冠（皇后杯・Vプレミアリーグ・黒鷲旗大会）を初めて達成した（日韓Vリーグトップマッチと2012年国体を含めると5冠となる）。新鍋、岩坂に加え石井優希、長岡望悠らも3冠に貢献し、今後のチームの躍進を支えることとなる。
2013/14シーズンも皇后杯 とVプレミアリーグ をともに二連覇した。2014年4月のAVCアジアクラブ選手権で12年ぶり2度目の優勝を果たし、アジアチャンピオンとして世界クラブ選手権に駒を進めた。
2014/15シーズンでVプレミアリーグ・レギュラーラウンド、ファイナル6をトップ通過しファイナルに進出したが、NECレッドロケッツに苦杯を喫してプレミア三連覇はならなかった。2015年5月に開催された世界クラブ選手権に二年連続出場し、初戦でヨーロッパチャンピオンのエジザージュバシュ・フィトラに勝利した。FIVBの公式サイトではAmazing Upset（驚異の番狂わせ）と紹介された。
2015/16シーズンのVプレミアリーグではレギュラーラウンドを2位で通過し、ファイナル6では苦戦が続いたがぎりぎりでファイル3に進出。ファイナルで日立リヴァーレに3-1で快勝し2年ぶりに王座を奪還した。
2016/17シーズン中の2016年10月、中田久美が真鍋政義の後任となる全日本女子監督に就任したことから総監督に担務が変えられ、後任監督には酒井新悟（元堺ブレイザーズ）が就任。
2017/18のプレミアリーグレギュラーラウンドでは21戦全勝を果たした。これは1999/2000シーズンのNEC以来18年ぶりの快挙。また昨シーズンからのレギュラーラウンド連勝を25に伸ばした。ファイナル6最終戦でJTマーヴェラスに敗れシーズン全勝は逃したが、ファイナル3を勝ち進み、ファイナルでそのJTに2連勝し2年ぶりに王座を奪還した。
2018/19シーズン、V・プレミアリーグに替わって誕生した新生V.LEAGUE DIVISION1（V1リーグ）でもレギュラーラウンドをトップの成績で勝ち上がり、ファイナル8も全勝でファイナル進出。ファイナルでは、東レアローズと1勝1敗になり、ゴールデンセットを25-18で制して連覇を達成した。
2019/20シーズン、V1リーグで序盤から低迷しレギュラーラウンドではプレミアカンファレンス6チーム中4位と低迷。ファイナル8のBグループでも連敗し2戦目にしてセミファイナルへの道が断たれた。Vリーグで4強入りを逃したのは、2004/05シーズン（6位）以来15年ぶりである。最終順位は7位となり、オレンジアタッカーズ統合以降では最低の順位となった。
2020年3月2日にチームの運営会社として「SAGA久光スプリングス株式会社」を設立した。将来的には練習場や本拠地の一本化が検討されている。
2020-21シーズン、チーム名を「久光スプリングス」に変更した。2020年12月23日、練習場や本拠地の一本化を目指し、新練習施設の場所として鳥栖市にある駅前不動産スタジアム南側の第4駐車場の貸与を要望する要望書を鳥栖市などに提出。また、SAGA2024（第78回国民スポーツ大会）に向けてSAGAサンライズパーク内に建設が進められているSAGAアリーナ（佐賀市）が完成した暁には同アリーナを本拠地としてホームゲームを開催する方針である。
しかし、同シーズンのリーグ戦では8位で終了となり、オレンジアタッカーズ統合以降の最低順位がさらに更新となった。
2021-22シーズン、皇后杯で3年ぶり（2大会ぶり）の優勝を果たす。リーグ戦では、終盤で4位につけ、V・レギュラーラウンドの最後の2試合が3位のNECとのアウェーでの連戦となり、ファイナル3進出にはその2試合でポイント6を上げないとならない厳しい条件であったが、3-0、3-1で連勝しファイナル3進出を果たす。ファイナル3では、東レに5セットマッチを3-1で勝ちゴールデンセットに持ち込む。ゴールデンセットでは中盤で5点差を許す厳しい展開となったが、そこから7連続ポイントで逆転して勝利し、3シーズンぶりのファイナル進出を果たした。2試合制のファイナルでJTと優勝を争うこととなり、第1戦を3-1で勝ち優勝にリーチを掛けた。しかし、第2戦が試合前日に両チームから新型コロナウイルス感染症の陽性判定者が複数人出たことで中止となったことにより、ファイナル成績でリードしている久光の3大会ぶりの優勝となった。V・レギュラーラウンド終盤4位から勝ち続けての逆転優勝となった。
2022年4月21日、翌年春の新たな練習拠点完成に備え、佐賀県でのバレーボール普及などを目的とした「久光スプリングス鳥栖サテライトオフィス」を鳥栖市に開設した。2021年まで久光でプレーした岩坂名奈もサテライトオフィスのスタッフに就任し広報などを担当する。
2023年11月30日、2024-25シーズンより新設されるSVリーグ参入に向けてクラブライセンス申請に関する資料を一般社団法人ジャパンバレーボールリーグ（JVL）へ提出した。
2024年7月、SVリーグ移行に伴いチーム名を「SAGA久光スプリングス」に変更した。
2025年、酒井新悟が監督を退任。後任として中田久美が10シーズンぶりに復帰した。

## 成績

### 主な成績
※本成績には久光製薬スプリングアタッカーズの成績も含む。
AVCアジアクラブ選手権
- 優勝2回（2002年、2014年）

日韓Vリーグトップマッチ
- 優勝3回（2006年、2007年、2013年）

日本リーグ／Vリーグ、プレミアリーグ、V.LEAGUE DIVISION1 WOMEN
- 優勝 8回（2001/02、2006/07、2012/13、2013/14、2015/16、2017/18、2018-19、2021-22）
- 準優勝 5回（2000/21、2005/06、2008/09、2011/12、2014/15）

Vカップ
- 優勝 1回（2002年）

黒鷲旗全日本選抜
- 優勝 3回（2006年、2007年、2013年）

天皇杯・皇后杯全日本バレーボール選手権大会
- 優勝 8回（2009年度、2012年度、2013年度、2014年度、2015年度、2016年度、2018年度、2021年度）

全日本総合（6人制）
- 優勝 なし

全日本総合（9人制）
- 優勝 1回（1976年）

全日本実業団（9人制）
- 優勝 1回（1976年）

国民体育大会成年女子（6人制）
- 優勝 7回 （1980年、1983年、1986年、1989年、2012年、2017年、2018年）

国民体育大会成年女子（9人制）
- 優勝 1回 （1976年）

### 年度別成績

#### 日本リーグ / 実業団リーグ
| 所属         | 年度             | 最終 順位 | 参加 チーム数 | 試合 | 勝 | 敗 | 勝率  |
| ------------ | ---------------- | --------- | ------------- | ---- | -- | -- | ----- |
| 実業団リーグ | 第3回 (1971/72)  | 4位       | 6チーム       | 10   | 5  | 5  | 0.500 |
| 実業団リーグ | 第4回 (1972/73)  | 4位       | 6チーム       | 10   | 5  | 5  | 0.500 |
| 実業団リーグ | 第5回 (1973/74)  | 3位       | 6チーム       | 10   | 5  | 5  | 0.500 |
| 実業団リーグ | 第6回 (1974/75)  | 6位       | 6チーム       | 10   | 1  | 9  | 0.100 |
| 実業団リーグ | 第8回 (1976/77)  | 優勝      | 6チーム       | 10   | 8  | 2  | 0.800 |
| 実業団リーグ | 第9回 (1977/78)  | 優勝      | 6チーム       | 10   | 9  | 1  | 0.900 |
| 実業団リーグ | 第10回 (1978/79) | 4位       | 6チーム       | 10   | 5  | 5  | 0.500 |
| 実業団リーグ | 第11回 (1979/80) | 3位       | 6チーム       | 10   | 7  | 3  | 0.700 |
| 実業団リーグ | 第12回 (1980/81) | 優勝      | 6チーム       | 10   | 9  | 1  | 0.900 |
| 日本リーグ   | 第15回 (1981/82) | 6位       | 8チーム       | 21   | 6  | 15 | 0.286 |
| 日本リーグ   | 第16回 (1982/83) | 8位       | 8チーム       | 21   | 0  | 21 | 0.000 |
| 実業団リーグ | 第15回 (1983/84) | 優勝      | 8チーム       | 14   | 14 | 0  | 1.000 |
| 日本リーグ   | 第18回 (1984/85) | 8位       | 8チーム       | 21   | 3  | 18 | 0.143 |
| 実業団リーグ | 第17回 (1985/86) | 7位       | 8チーム       | 14   | 5  | 9  | 0.357 |
| 実業団リーグ | 第18回 (1986/87) | 優勝      | 8チーム       | 14   | 13 | 1  | 0.929 |
| 日本リーグ   | 第21回 (1987/88) | 8位       | 8チーム       | 14   | 2  | 12 | 0.143 |
| 実業団リーグ | 第20回 (1988/89) | 5位       | 8チーム       | 14   | 7  | 7  | 0.500 |
| 実業団リーグ | 第21回 (1989/90) | 準優勝    | 8チーム       | 14   | 11 | 3  | 0.786 |
| 実業団リーグ | 第22回 (1990/91) | 優勝      | 8チーム       | 14   | 14 | 0  | 1.000 |
| 日本リーグ   | 第25回 (1991/92) | 6位       | 8チーム       | 14   | 4  | 10 | 0.286 |
| 日本リーグ   | 第26回 (1992/93) | 8位       | 8チーム       | 14   | 1  | 13 | 0.071 |
| 実業団リーグ | 第25回 (1993/94) | 準優勝    | 8チーム       | 14   | 11 | 3  | 0.786 |

#### Vリーグ / 実業団リーグ・V1リーグ
| 所属         | 年度              | 最終 順位 | 参加 チーム数 | 試合 | 勝 | 敗 | 勝率  |
| ------------ | ----------------- | --------- | ------------- | ---- | -- | -- | ----- |
| Vリーグ      | 第1回 (1994/95)   | 8位       | 8チーム       | 21   | 0  | 21 | 0.000 |
| 実業団リーグ | 第27回 (1995/96)  | 5位       | 8チーム       | 14   | 6  | 8  | 0.427 |
| 実業団リーグ | 第28回 (1996/97)  | 4位       | 8チーム       | 14   | 8  | 6  | 0.571 |
| 実業団リーグ | 第29回 (1997/98)  | 8位       | 8チーム       | 14   | 1  | 13 | 0.071 |
| V1リーグ     | 第1回 (1998/99)   | 4位       | 8チーム       | 14   | 8  | 6  | 0.571 |
| V1リーグ     | 第2回 (1999/2000) | 4位       | 8チーム       | 14   | 8  | 6  | 0.571 |
| V1リーグ     | 第3回 (2000/01)   | 4位       | 8チーム       | 14   | 10 | 4  | 0.714 |
| Vリーグ      | 第7回 (2000/01)   | 準優勝    | 10チーム      | 18   | 12 | 6  | 0.667 |
| Vリーグ      | 第8回 (2001/02)   | 優勝      | 9チーム       | 16   | 11 | 5  | 0.688 |
| Vリーグ      | 第9回 (2002/03)   | 4位       | 8チーム       | 21   | 14 | 7  | 0.667 |
| Vリーグ      | 第10回 (2003/04)  | 3位       | 10チーム      | 18   | 12 | 6  | 0.667 |
| Vリーグ      | 第11回 (2004/05)  | 6位       | 10チーム      | 27   | 14 | 13 | 0.519 |
| Vリーグ      | 第12回 (2005/06)  | 準優勝    | 10チーム      | 27   | 21 | 6  | 0.778 |

※2000/01シーズンの成績が重複しているが、鳥栖スプリングスとスプリングアタッカーズの成績が併記されている。

#### V・プレミアリーグ / V・チャレンジリーグ
| 所属     | 年度    | 最終 順位 | 参加 チーム数 | レギュラーラウンド | レギュラーラウンド | レギュラーラウンド | レギュラーラウンド | ポストシーズン | ポストシーズン | ポストシーズン |
| 所属     | 年度    | 最終 順位 | 参加 チーム数 | 順位               | 試合               | 勝                 | 敗                 | 試合           | 勝             | 敗             |
| -------- | ------- | --------- | ------------- | ------------------ | ------------------ | ------------------ | ------------------ | -------------- | -------------- | -------------- |
| プレミア | 2006/07 | 優勝      | 10チーム      | 1位                | 27                 | 20                 | 7                  | 4              | 3              | 1              |
| プレミア | 2007/08 | 3位       | 10チーム      | 3位                | 27                 | 18                 | 9                  | 4              | 1              | 3              |
| プレミア | 2008/09 | 準優勝    | 10チーム      | 2位                | 27                 | 19                 | 8                  | 4              | 2              | 2              |
| プレミア | 2009/10 | 4位       | 8チーム       | 3位                | 28                 | 20                 | 8                  | 4              | 1              | 3              |
| プレミア | 2010/11 | 3位       | 8チーム       | 3位                | 26                 | 16                 | 10                 | 中止           | 中止           | 中止           |
| プレミア | 2011/12 | 準優勝    | 8チーム       | 2位                | 21                 | 15                 | 6                  | 4              | 2              | 2              |
| プレミア | 2012/13 | 優勝      | 8チーム       | 2位                | 28                 | 21                 | 7                  | 4              | 4              | 0              |
| プレミア | 2013/14 | 優勝      | 8チーム       | 1位                | 28                 | 23                 | 5                  | 4              | 3              | 1              |
| プレミア | 2014/15 | 準優勝    | 8チーム       | 1位                | 21                 | 17                 | 4                  | 6              | 5              | 1              |
| プレミア | 2015/16 | 優勝      | 8チーム       | 2位                | 21                 | 15                 | 6                  | 7              | 4              | 3              |
| プレミア | 2016/17 | 準優勝    | 8チーム       | 2位                | 21                 | 14                 | 11                 | 9              | 5              | 4              |
| プレミア | 2017/18 | 優勝      | 8チーム       | 1位                | 21                 | 21                 | 0                  | 9              | 8              | 1              |

#### V.LEAGUE
| 所属      | 年度    | 最終 順位 | 参加 チーム数 | レギュラーラウンド | レギュラーラウンド | レギュラーラウンド | レギュラーラウンド | レギュラーラウンド | レギュラーラウンド | ポストシーズン | ポストシーズン | ポストシーズン | 備考 |
| 所属      | 年度    | 最終 順位 | 参加 チーム数 | カンファレンス     | 順位               | チーム数           | 試合               | 勝                 | 敗                 | 試合           | 勝             | 敗             | 備考 |
| --------- | ------- | --------- | ------------- | ------------------ | ------------------ | ------------------ | ------------------ | ------------------ | ------------------ | -------------- | -------------- | -------------- | ---- |
| DIVISION1 | 2018-19 | 優勝      | 11チーム      | ウエスタン         | 1位                | 5チーム            | 20                 | 18                 | 2                  | 9              | 8              | 1              |      |
| DIVISION1 | 2019-20 | 7位       | 12チーム      | プレミア           | 4位                | 6チーム            | 21                 | 10                 | 11                 | 3              | 1              | 2              |      |
| DIVISION1 | 2020-21 | 8位       | 12チーム      | （1リーグ制）      | 7位                | 12チーム           | 21                 | 10                 | 11                 | 2              | 0              | 2              |      |
| DIVISION1 | 2021-22 | 優勝      | 12チーム      | （1リーグ制）      | 3位                | 12チーム           | 33                 | 23                 | 10                 | 2              | 2              | 0              |      |
| DIVISION1 | 2022-23 | 3位       | 12チーム      | （1リーグ制）      | 3位                | 12チーム           | 33                 | 24                 | 9                  | 3              | 1              | 2              |      |
| DIVISION1 | 2023-24 | 6位       | 12チーム      | （1リーグ制）      | 3位                | 12チーム           | 22                 | 18                 | 4                  | 2              | 0              | 2              |      |

#### SV.LEAGUE
| 所属      | 年度    | 最終 順位 | 参加 チーム数 | レギュラーラウンド | レギュラーラウンド | レギュラーラウンド | レギュラーラウンド | ポストシーズン | ポストシーズン | ポストシーズン | 備考 |
| 所属      | 年度    | 最終 順位 | 参加 チーム数 | 順位               | 試合               | 勝                 | 敗                 | 試合           | 勝             | 敗             | 備考 |
| --------- | ------- | --------- | ------------- | ------------------ | ------------------ | ------------------ | ------------------ | -------------- | -------------- | -------------- | ---- |
| SV.LEAGUE | 2024-25 | 3位       | 14チーム      | 3位                | 44                 | 30                 | 14                 |                |                |                |      |

## 選手・スタッフ(2025-26)

### 選手
| 背番号                                                                       | 名前                     | シャツネーム | 生年月日（年齢）       | 身長 | 国籍           | Pos | 在籍年  | 前所属            | 備考         |
| ---------------------------------------------------------------------------- | ------------------------ | ------------ | ---------------------- | ---- | -------------- | --- | ------- | ----------------- | ------------ |
| 2                                                                            | 荒木彩花                 | ARAKI        | 2001年9月2日（23歳）   | 184  | 日本           | MB  | 2020年- | 東九州龍谷高校    |              |
| 4                                                                            | ステファニー・サムディ   | SAMEDY       | 1998年9月27日（26歳）  | 188  | アメリカ合衆国 | OP  | 2024年- | Sigorta Shop (tr) |              |
| 5                                                                            | 中島咲愛                 | NAKAJIMA     | 1999年6月18日（26歳）  | 174  | 日本           | OH  | 2022年- | 鹿屋体育大学      |              |
| 7                                                                            | 西村弥菜美               | NISHIMURA    | 2000年3月23日（25歳）  | 168  | 日本           | L   | 2022年- | 岡山              | 副キャプテン |
| 8                                                                            | 平山詩嫣                 | HIRAYAMA     | 2000年11月7日（24歳）  | 180  | 日本           | MB  | 2019年- | 東九州龍谷高校    |              |
| 9                                                                            | 万代真奈美               | MANDAI       | 1998年5月17日（27歳）  | 168  | 日本           | S   | 2021年- | 筑波大学          | 副キャプテン |
| 10                                                                           | 籾井あき                 | MOMII        | 2000年10月7日（24歳）  | 176  | 日本           | S   | 2025年- | AEKアテネ         | 移籍加入     |
| 11                                                                           | 栄絵里香                 | SAKAE        | 1991年4月3日（34歳）   | 168  | 日本           | S   | 2015年- | デンソー          | キャプテン   |
| 12                                                                           | 深澤めぐみ               | FUKAZAWA     | 2003年4月17日（22歳）  | 176  | 日本           | OH  | 2022年- | 就実高校          |              |
| 13                                                                           | 吉武美佳                 | YOSHITAKE    | 2003年4月20日（22歳）  | 182  | 日本           | OH  | 2022年- | 金蘭会高校        |              |
| 17                                                                           | 北窓絢音                 | KITAMADO     | 2004年7月6日（21歳）   | 182  | 日本           | OH  | 2023年- | 誠英高校          |              |
| 19                                                                           | 井上未唯奈               | INOUE        | 2006年1月22日（19歳）  | 181  | 日本           | OH  | 2024年- | 金蘭会高校        |              |
| 20                                                                           | 高橋葵                   | TAKAHASHI    | 2005年12月26日（19歳） | 171  | 日本           | L   | 2024年- | 東九州龍谷高校    |              |
|                                                                              | ハッタヤ・バムルンスック | HATTAYA      | 1993年8月12日（32歳）  | 180  | タイ           | MB  | 2025年- | 刈谷              | 移籍加入     |
| 出典：選手体制リリース チーム公式サイト Vリーグ公式サイト 更新：2025年6月8日 |                          |              |                        |      |                |     |         |                   |              |

### スタッフ
| 役職                                                        | 名前       | 備考 |
| ----------------------------------------------------------- | ---------- | ---- |
| GM                                                          | 小早川武徳 |      |
| 監督                                                        | 中田久美   | 新任 |
| コーチ                                                      | 豊暉原峻   |      |
| コーチ                                                      | 島田桃大   | 新任 |
| コーチ                                                      | 西原康平   |      |
| パフォーマンスアナリスト                                    | 上原伸之介 |      |
| トレーナー                                                  | 若宮啓司   |      |
| トレーナー                                                  | 石田優子   |      |
| マネージャー                                                | 田代柚子   |      |
| 出典：チーム公式サイト Vリーグ公式サイト 更新：2025年6月8日 |            |      |

## 在籍していた主な選手
| - 満永ひとみ - 江口理代 - 成田郁久美 - 上田かおり - 吉田あい - 落合真理 - 渡辺真由美 - 兵動希 - 榛澤舞子 - 山本愛 - 三上彩 - 橋本直子 - 徳川恵理 - 大村加奈子 - 石井美樹 - 小山修加 - 狩野美雪 - 佐野優子 - 原桂子 - 先野久美子 - 浅津ゆうこ - 田浦優歌 - 雨堤みなみ - 筒井視穂子 - 石田瑞穂 - 平井香菜子 - 狩野舞子 | - 村田しおり - 水田祐未 - 石橋里紗 - 浮島杏加子 - 古藤千鶴 - 森谷史佳 - 筒井さやか - 新鍋理沙 - 岩坂名奈 - 座安琴希 - 野本梨佳 - 加藤光 - 井上愛里沙 - ナターシャ・オスモクロビッチ - ケニア・カルカセス - パブロワ・イエレナ - 呉咏梅 - フランシーヌ・フールマン - ローガン・トム - エリザンジェラ・オリベイラ - フォフィーニャ - ブランキツァ・ミハイロビッチ - タチアナ・ボーカン - マヤ・トカルスカ - フォルケ・アキンラデウォ - ファビアナ・クラウジノ |

## アンダーカテゴリー
スプリングスアカデミーとしてキッズ・ジュニア・U12・U15の4クラスを鳥栖本校と神戸校で実施している。2025年のリーグ年間表彰において最優秀育成クラブ賞を受賞。

### スタッフ
| 役職                   | 名前       | 備考     |
| ---------------------- | ---------- | -------- |
| スペシャルアドバイザー | 新鍋理沙   |          |
| 講師                   | 久保山尚   | 鳥栖本校 |
| 講師                   | 小林準     | 鳥栖本校 |
| 講師                   | 礒田尚紘   | 神戸校   |
| 講師                   | 八角茜     | 神戸校   |
| 講師                   | 帯川きよら | 神戸校   |
| 講師                   | 中西美帆   | 神戸校   |
| 講師                   | 澤田光希   | 神戸校   |
| 出典：チーム公式サイト |            |          |

## ユニフォーム・シューズ
- ユニフォームサプライヤー
  - ミズノ
- シューズサプライヤー
  - ミズノ

## チームマスコット
チームキャラクターとして、春を告げる鳥「メジロ」がモチーフである『ハルちゃん』が、現在のチーム名に変更となった2020年7月に登場。チームを世界に羽ばたかせるために登場したスーパープレイヤーである。チーム発祥の地である鳥栖市の市鳥でもある。
2019-20シーズンまでの「久光製薬スプリングス」時代は久光製薬の主力商品「サロンパス」をモチーフとしたマスコットで、名前は現在のマスコットと同名の『ハルちゃん』だった。イラストは公募により選ばれた。